# Schloss Fellheim

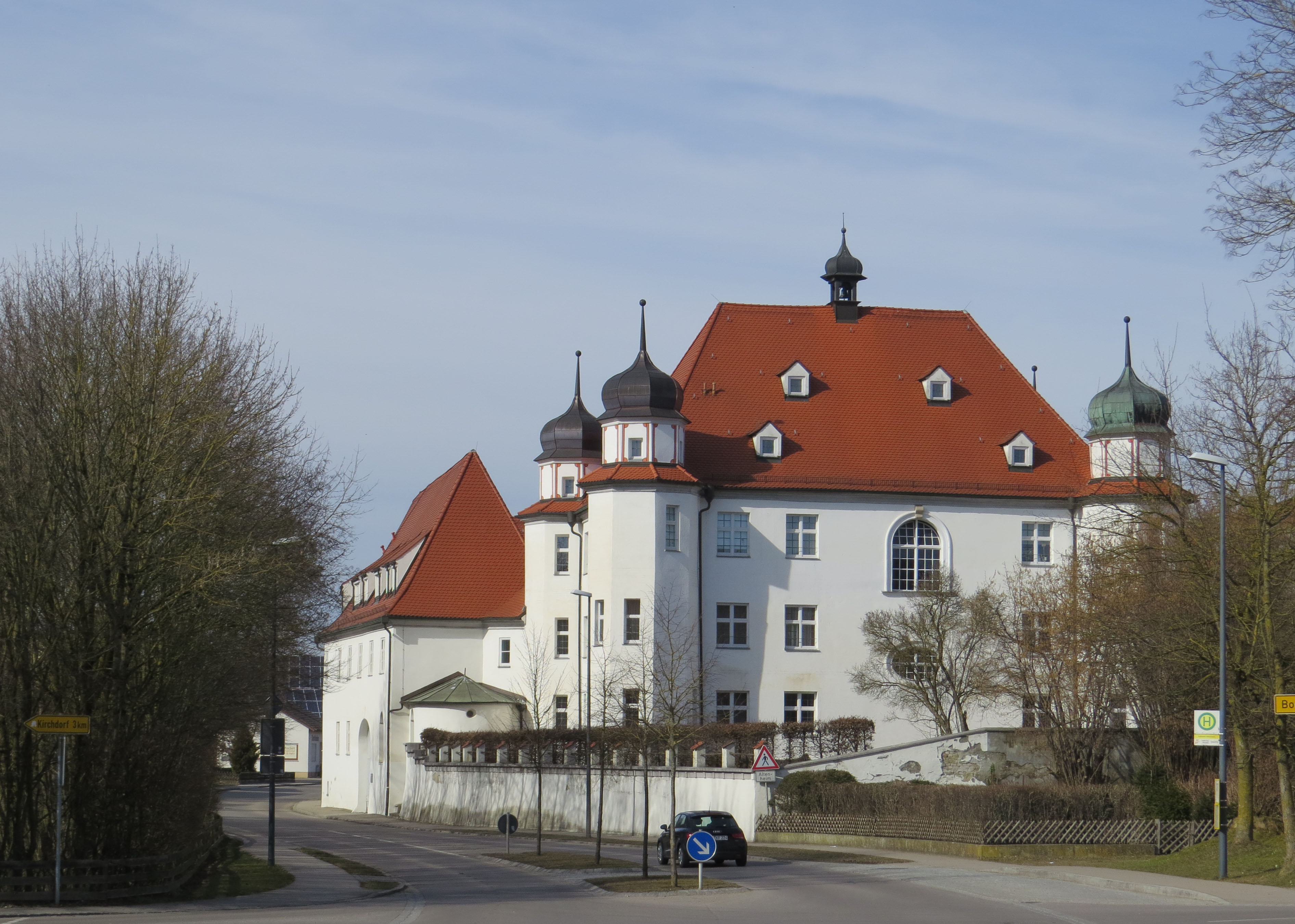
Schloss Fellheim

Das Schloss Fellheim befindet sich in der Gemeinde Fellheim im Landkreis Unterallgäu in Bayern. Dieses steht unter Denkmalschutz.

## Geschichte

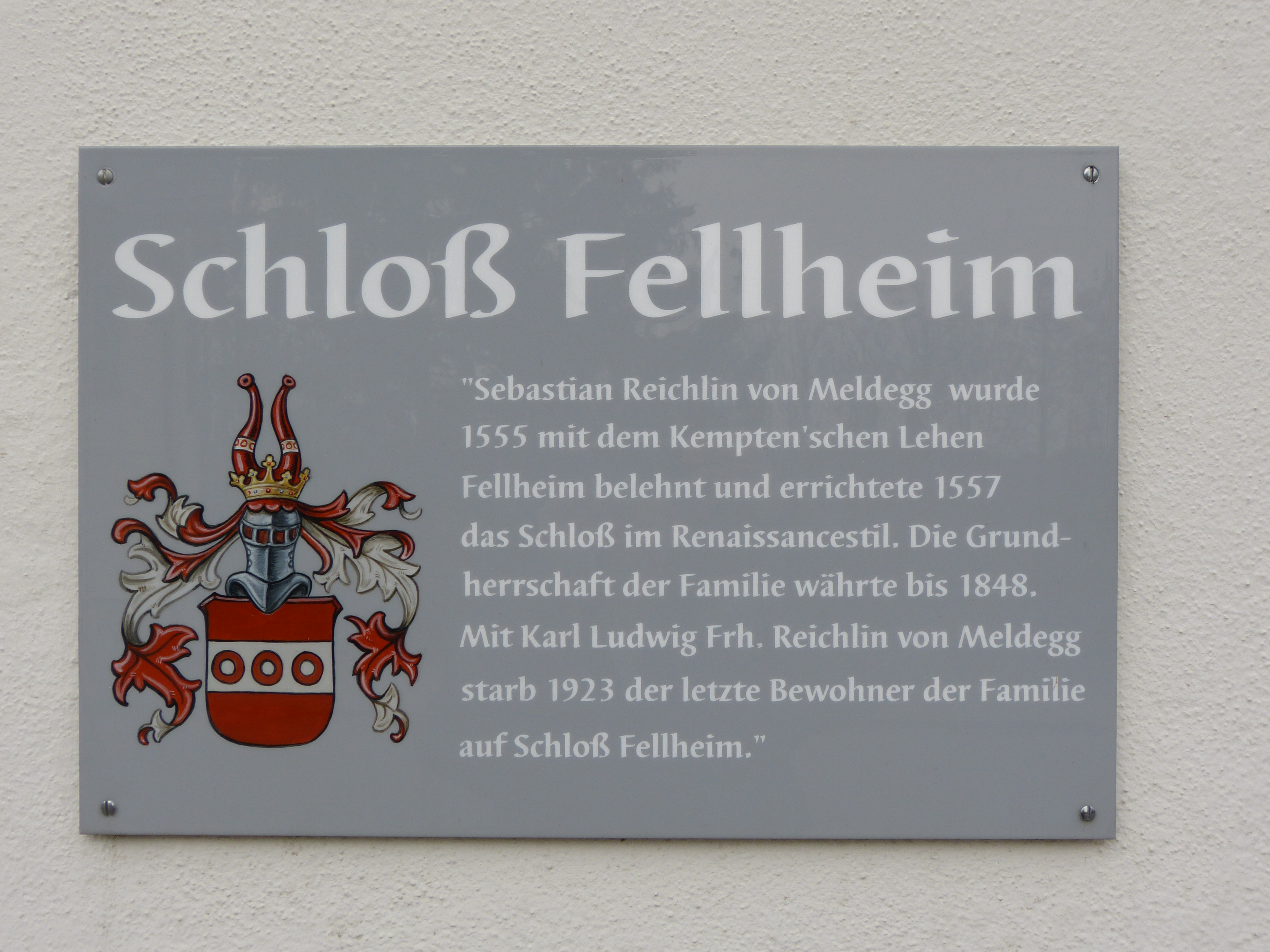
Hinweistafel am Schlossgebäude

Der erste Bau des Schlosses stammt aus dem Jahr 1557 und wurde durch Sebastian Reichlin von Meldegg als Kemptisches Lehen errichtet. Im Jahre 1633 wurde das Schloss zerstört und ab 1635 wieder aufgebaut. In der zweiten Hälfte des 18. Jahrhunderts fanden Umbauten am Schloss statt. Die Schlosskapelle wurde im Jahr 1773 neu errichtet.
Das heutige Oberhaupt der Familie Reichlin von Meldegg Georg Reichlin von Meldegg wohnt mit seiner Familie in der Nähe von Wien und besuchte das Schloss in den Jahren 2004 und 2005.

## Heutige Nutzung
In dem Hauptgebäude befindet sich seit 1992 ein privates Pflegeheim. Dazu wurde im Jahr 1990 das Gebäude saniert und um einen Neubau erweitert. Im Jahr 2020 wurde die Immobilie durch die Primus-Concept-Gruppe in rund 80 Parzellen aufgeteilt und an private Investoren veräußert. Betrieben wird das Pflegeheim von der "Schloss Fellheim Altershorizonte GmbH". Kurz vor Weihnachten 2024 musste der Betreiber Insolvenz beantragen und das Heim wurde geräumt.

## Baubeschreibung
Das Schloss liegt mitten in der Gemeinde Fellheim und ist als dreigeschossiger Putzbau ausgeführt. Gedeckt ist das Schloss mit einem Walmdach. An allen vier Ecken des Schlosses befinden sich oktogonale Türme, welche mit einer Zwiebelhaube gedeckt sind. Das biberschwanzgedeckte Walmdach ist auf dem First mit einem Dachreiter, ebenfalls mit Zwiebelhaube, versehen. An der Nordseite des Schlosses befinden sich die ehemaligen Wirtschaftsgebäude. Diese sind in drei Flügeln um den Hof errichtet.

### Schlosskapelle
Die Schlosskapelle ist Johann von Nepomuk geweiht und befindet sich im Südteil des Westflügels. Der quadratische Raum, an dessen Ostwand sich eine Herrschaftsloge befindet, ist mit einer Muldendecke versehen. Durch einen gedrückten Chorbogen schließt sich der rechteckige Altarraum an. Diese ist an der Südseite flachrund geschlossen und besitzt Fenster mit geschwungenem Sturz. Der Altar besteht aus einem marmorierten Holzaufbau und wurde um 1773 geschaffen. Der geschwungene Tabernakel ist der Sockel für das Altarbild. Auf diesem ist der Hl. Johann Nepomuk abgebildet. Der Altar ist von Freisäulen und Voluten umgeben. Das Deckengemälde der Schlosskapelle stellt in einem Schlachtbild laut Überlieferung den Tod des Hl. Marquard dar und wurde um 1773 geschaffen. In der Schlosskapelle befindet sich ein aus Solnhofener Stein gefertigtes Epitaph für Adolf Reichlin von Meldegg († 1797). Dieses ist mit M. Schuler fecit bezeichnet.

### Nebengebäude
Früher gehörten folgende Nebengebäude zum Schloss:
| - Bräuhaus - Schankstube - Wohnhaus für den Bräuhauspächter | - Stallungen - Scheunen - Speicher |